# جيسي براون (لاعب كرة قدم أمريكية)
جيسي براون (بالإنجليزية: Jesse Brown)‏ هو لاعب كرة قدم أمريكية أمريكي، ولد في 6 نوفمبر 1902، وتوفي في 1 نوفمبر 1987.

## وصلات خارجية
- جيسي براون على موقع مرجع كرة القدم المحترفة.كوم (الإنجليزية)